# Mariko Kikuta
Mariko Kikuta (jap. 菊田 まりこ, Kikuta Mariko; * 19. April 1970 in der Präfektur Tokio) ist eine japanische Bilderbuch-Autorin und -Illustratorin.
Nach ihrem Abschluss an der Kurzhochschule der Kunsthochschule Musashino gestaltete sie als Grafikdesignerin und Illustratorin eine breite Palette an Produkten wie Postkarten und Schreibwaren.
Du bist immer noch bei mir ist ihr Debüt als Kinderbuchautorin und -illustratorin.

## Werke
- Itsudemo aeru. See you anytime I want (いつでも会える See you anytime I want; 1998)
  - Du bist immer noch bei mir (2003)
- Kimi no Tame ni dekiru Koto. All I can do for you (君のためにできるコト All I can do for you; 1998)
- Happy Happy Birthday (ハピハピバースデー, Hapi hapi Bāsudē; 2002) zusammen mit Mayo Okamoto
- Dakko shite, Onbu shite (だっこして　おんぶして; 2003)
- Ano Sora o. Wish I could fly in the sky (あの空を Wish I could fly in the sky; 2004)
- Boku no Tonari ni wa. Be always by my side (僕のとなりには Be always by my side; 2004)

| Personendaten    | Personendaten                                              |
| ---------------- | ---------------------------------------------------------- |
| NAME             | Kikuta, Mariko                                             |
| ALTERNATIVNAMEN  | 菊田 まりこ (japanisch)                                    |
| KURZBESCHREIBUNG | japanische Bilderbuch-Autorin und Bilderbuch-Illustratorin |
| GEBURTSDATUM     | 19. April 1970                                             |
| GEBURTSORT       | Präfektur Tokio                                            |